# Solenopsora candicans
Solenopsora candicans, auch als Kreideflechte bekannt, ist eine Flechte, die auf Kalkfelsen wächst.

## Beschreibung
Solenopsora candicans ist eine mediterran-westeuropäische Flechtenart, die auf Kalkfelsen ebener oder hügeliger Landschaften zu finden ist und in Deutschland von Westen (Eifel) bis in den Thüringer Raum vorkommt. Der weiße Thallus ist krustig, eher dick und breit, läuft am Randlappen breit strahlenförmig aus. Die Sporen dieser seltenen Art sind eher farblos bzw. hell.

## Standort
Als Standort sind körnig-raue Substrate, wie kalkige (Kalksandstein) und dolomitische Gesteine (Dolomit) in Halbtrockenrasen bevorzugt. In süddeutschen Kalkgebieten ist ihre Ausbreitung unwahrscheinlich. Sie kommt in mediterranen bis gemäßigten Gebieten Süd- und Westeuropas vor. Eine stärkere Verbreitung der Flechte ist häufig nur an halbschattigen bis sonnigen vertikalen Flächen, vermutlich mit höherer Luftfeuchtigkeit, in hügelige (kollin) Lagen bis ins Mittelgebirge (submontan) erkennbar.